# Lincoyán Berríos
Lincoyán Yalú Berríos Cataldo, (Aguas Blancas, 7 de diciembre de 1928; Santiago de Chile, 1976) fue un sindicalista y destacado militante comunista, exfuncionario de la Municipalidad de Santiago, exonerado y jubilado tras el golpe militar. Fue secretario de la Federación de Empleados Semifiscales, presidente de la Asociación Nacional de Empleados Municipales de Chile y dirigente de la Confederación Latinoamericana de Trabajadores Estatales. Integró la segunda directiva central del Partido Comunista de Chile en la clandestinidad. Fue detenido el 15 de diciembre de 1976 por agentes de la DINA y permaneció desaparecido desde su detención, hasta que en 2001 las Fuerzas Armadas entregaron un informe indicando que los restos de seis detenidos desaparecidos, entre ellos Berríos, se encontraban en la Mina Los Bronces ubicada en Cuesta Barriga. La investigación logró dar con 180 fragmentos óseos, pero no se halló ningún cuerpo en su integridad. En 2005 se determinó que estos habían sido removidos del lugar para ser arrojados al mar. No obstante, los peritajes genéticos de los fragmentos que se levantaron permitieron identificar los restos de Berríos y de otras tres víctimas en julio de 2012. Los estudios en laboratorios extranjeros se extendieron por algún tiempo más y hasta 2015 se había logrado la identificación de un total de once detenidos desaparecidos.

## Biografía

### Datos personales
Nació en 1928, en la desaparecida comuna de Aguas Blancas que integraba el departamento de Antofagasta y que fue suprimida en el proceso de regionalización impulsado por la dictadura militar. Después de la crisis de los años 30, su familia se trasladó más al sur, a la región de Coquimbo, estableciéndose en la ciudad de Ovalle. Su temprano interés por la política y lo social hizo que ingresara muy joven a las Juventudes Comunistas. Se mudó a Santiago con el objetivo de estudiar en la Escuela Normal Superior José Abelardo Núñez.
Contrajo matrimonio con Rebeca González Navarro y tuvo tres hijos.

### Actividad sindical
Al terminar sus estudios, comenzó a trabajar en la Caja de Previsión de Empleados Particulares y muy pronto se evidenció su liderazgo como  dirigente sindical. Ocupó el cargo de presidente del Sindicato de Empleados de la Caja de Previsión de Empleados Particulares y más tarde fue Secretario General de la Agrupación de Empleados Semifiscales. Durante el gobierno de Jorge Alessandri fue un activo sindicalista y terminó exonerado de su cargo.  En 1962 se incorporó a trabajar en la  Municipalidad de Santiago, en la sección de rentas, donde muy prontamente fue elegido por sus compañeros representante de su sección, lo que daría inicio a su trayectoria como dirigente sindical de los trabajadores municipales, destacándose  —según se describe en la historia de esa organización— por «la defensa en las reivindicaciones sociales, la dignificación en las rentas de los trabajadores, el respeto a la carrera funcionaria, el reconocimiento a la asignación de títulos profesionales, las horas extraordinarias».
Entre 1962 y 1964 se desempeñó como presidente de la Asociación en Santiago. En 1964 resultó electo presidente provincial, cargo que ejerció hasta 1968, cuando fue elegido director de la Asociación Nacional de Empleados Municipales y asumió como secretario general. En 1970, en una convención realizada en San Felipe, fue elegido por primera vez presidente nacional de la Asociación de Empleados Municipales de Chile, cargo en el que sería reelecto por un nuevo periodo en 1972.
Berríos asistía a diversas conferencias y congresos internacionales en representación de su gremio. Su participación destacada   hizo que lo incorporasen como miembro activo de la CLATE (Confederación Latinoamericana de Trabajadores del Estado).
Cuando la democracia se vio amenazada por el denominado Tacnazo de 1969, encabezó la movilización de los trabajadores de su gremio y con sus camiones municipales salieron a la calle en defensa del régimen democrático. 
Como representante de su gremio, tuvo una participación importante en la Central Única de Trabajadores de Chile y en 1971 fue presidente de la Comisión Electoral de ese organismo.

### Actividad política
En su época estudiantil en la Escuela Normal Abelardo Núñez y como militante de la juventud comunista desempeñó diversas funciones como dirigente y pronto se incorporó plenamente al Partido Comunista. Durante el gobierno de Gabriel González Videla participó muy activamente como militante, lo que impidió que ejerciera su profesión de profesor primario. Tras quedar sin trabajo en 1960, se convirtió temporalmente en funcionario de su Partido y se desempeñó como secretario, primero de Américo Zorrilla y después del diputado Volodia Teitelboim.
Al momento de su detención, era miembro del Comité Central del Partido Comunista de Chile, formaba parte de la Comisión Nacional Sindical del partido e integraba el nuevo (segundo) equipo de dirección central en la clandestinidad que encabezaba Fernando Ortíz Letelier.

## Detención, secuestro y asesinato
Había sido objeto de amedrentamiento y persecución desde el comienzo de la dictadura. Por ejemplo, en diciembre de 1973 su domicilio fue allanado por personal del Servicio de Inteligencia de la Fuerza Aérea. No obstante, el dirigente continuó con su trabajo sindical y político en la clandestinidad.
Entre noviembre y diciembre de 1976 tuvo lugar una seguidilla de detenciones ilegales por parte de agentes de la dictadura, la mayor parte de ellas en la calle y contra altos dirigentes del Partido Comunista y del MIR. Un total de once comunistas y dos miristas son secuestrados por estas fechas, en lo que más adelante se conocería como el «caso de los trece», debido a que por las similitudes estructurales que presentaban estas detenciones, se realizó una investigación en conjunto: todos «desaparecieron» y en todos los casos las fuerzas armadas indicaron que estas personas habían abandonado el país a fines de ese año o a comienzos de 1977, con rumbo a Argentina y a través del Paso Los Libertadores. Los representantes de la dictadura militar presentaron a la justicia certificados de viaje que más tarde se comprobaron como falsos.
La detención de Lincoyán Berríos ocurre el 15 de diciembre de 1976 por agentes de la dictadura, presumiblemente de la DINA, en la intersección de las calles Rodrigo de Araya y Lo Plaza, donde concurrió a un encuentro clandestino con otro militante comunista, Horacio Cepeda, que también resultó detenido allí.
Rebeca González Navarro, su esposa, fue quien lo vio por última vez, según consta en su declaración: 

«Como era costumbre entre nosotros, tomamos desayuno juntos y, posteriormente, como a las 08:20 horas, salimos de nuestra casa. Ya en la calle, Lincoyán se adelantó a tomar una liebre antes que yo, manifestándome que iba atrasado a juntarse con una persona en calle Rodrigo de Araya con Lo Plaza. En cuanto a mí, tomé la liebre siguiente, y tuve oportunidad de ver a mi cónyuge precisamente en la esquina mencionada, desde donde me saludó».

Después de esta reunión clandestina, Berríos había quedado de encontrarse en su oficina de la calle Monjitas con Miguel Rubio y tenía además planificado concurrir a la Caja de Previsión de Empleados Municipales para cobrar su pensión y concurrir a pagar la escuela de uno de sus hijos. Sin embargo, no llegó a ninguno de estos sitios ni realizó ninguno de los trámites.
En cambio, el 16 de diciembre de 1976, es decir, un día después de su secuestro, se cobró un cheque de su cuenta corriente sobregirándola. Sobre esto, Rebeca González declaró: 

«El cheque… aparece íntegramente extendido por mi marido cuya firma y letra reconozco como suyas. Debo sí manifestar que el referido documento primitivamente mi marido me lo iba a entregar a mí para que hiciera unos pagos, pero como me diera otro cheque éste quedó dentro del talonario, pero sin ninguno de los llenos, es decir totalmente en blanco, salvo con su firma. Este es el cheque que fue cobrado al día siguiente del desaparecimiento de mi marido por ventanilla en la oficina del Banco Osorno y la Unión (Oficina Central) y para responder al cual hube de depositar $1.000 en atención a que se hizo el pago sin consultar el estado de su cuenta, en la que mantenía solamente $800.»

Meses después de que le perdiera todo rastro, nuevamente se usaron fraudulentamente cuatro cheques más, todos ellos por elevados montos, pero, a diferencia del primer cheque, estos últimos eran con firmas evidentemente adulteradas. Sin embargo, tampoco las  diligencias investigativas que se pusieron en marcha con relación a esto no prosperaron y no dieron con los autores de esos actos ilícitos, debido a que los hechores usaron para estas maniobras cédulas de identidad falsas o que aparecían como extraviadas.
Ese día 15 de diciembre se efectuaron siete de las detenciones de dirigentes comunistas del «grupo de los trece». Aparte de Berríos y Cepeda, el profesor universitario, Juan Fernando Ortíz Letelier; el técnico en minas, Waldo Ulises Pizarro Molina; el obrero municipal, Héctor Véliz Ramírez; el mecánico jubilado, Luis Segundo Lazo Santander; y la técnóloga médica y militante de las Juventudes Comunistas de Chile, Reinalda del Carmen Pereira Plaza, quien al momento de su detención se encontraba embarazada. Todas estas personas pasaron a engrosar las filas de los desaparecidos. Para todas ellas, el régimen militar entregó la falsa información de que habían abandonado el país. Este relato en parte fue secundado por documentos del Ministerio del Interior de Argentina que supuestamente acreditaban el ingreso a ese país de estas personas y que después, al demostrarse su falsedad, solo evidenciaron la estrecha colaboración que existió en la época entre la dictadura argentina y la chilena.
Pese a las múltiples gestiones administrativas y judiciales que emprendieron los familiares desde el mismo momento de la detención de Berríos, durante muy largo tiempo no fue posible tener indicios que ayudaran a la búsqueda. Es recién en enero de 2001, más de 24 años después del secuestro, que las Fuerzas Armadas entregan un informe a la Mesa de Diálogo con la señas de la ubicación de los restos mortales de Lincoyan Berríos Cataldo, Horacio Cepeda Marinkovic, Fernando Navarro Allendes, Fernando Ortiz Letelier, Héctor Véliz Ramírez y Luis Lazo Santander. El escrito informa que estos cuerpos se encontrarían en un sector de la Cuesta Barriga, en la mima Los Bronces.  
La Corte Suprema nombró a un ministro en visita, Héctor Carreño, con la misión de investigar estos nuevos antecedentes. El ministro ordenó trabajos de búsqueda al interior de la mina, logrando levantar algunos fragmentos óseos, pero ningún cuerpo, como esperaban encontrar los familiares. Un total de 180 elementos,  entre pequeños fragmentos y piezas dentarias, que pertenecían a un número incierto de personas, fueron entregados al Instituto Médico Legal para su inmediato análisis. Sin embargo, el trabajo analítico y de clasificación tardó muchos años. Parte de estos análisis requerían complejos estudios genéticos que debieron realizarse en el extranjero. En esta primera búsqueda solo se logró identificar piezas dentarias de Cepeda y de Ortiz. Los familiares, tras más de 80 días de permanencia en el lugar, emitieron una declaración a la opinión pública exigiendo a las Fuerzas Armadas y a todo aquel que tuviese indicios, datos más precisos sobre la suerte que corrieron sus familiares. La búsqueda se suspendió y los familiares sintieron que, tras la ilusión de encontrar los cuerpos, estaban reviviendo una suerte de re-desaparición de sus seres queridos.
La investigación dio un nuevo vuelco cuando en 2005, la Jueza Graciela Gómez se constituyó en el lugar del hallazgo con un testigo, exmiembro de la DINA y la CNI. El testigo declaró que tras los hallazgos de osamentas en Lonquén, él había participado en la remoción de los restos desde el interior de la mina para trasladarlos en sacos a una parcela expropiada al Movimiento de Izquierda Revolucionaria, en Malloco, Comuna de Peñaflor y, finalmente a Peldehue. Según pudo establecer la justicia, en 1979, el agente Erasmo Sandoval Arancibia, conocido como "Pete el Negro", dirigió al equipo que exhumó los cadáveres de la mina en Cuesta Barriga, con el objetivo de arrojarlos al mar. Tras esta exhumación solamente quedaron las cerca de 200 pequeñas piezas óseas que se levantaron en 2001. El desentierro de 1979 se denominó entre los agentes «Operación Retiro de Televisores» y fue una maniobra realizada bajo la orden directa de Augusto Pinochet, quien temía que continuara este tipo de hallazgos después de que se descubrieran los quince cuerpos de asesinados en Lonquén.  En su declaración, Sandoval relató también que para justificar la presencia de restos, puesto que un campesino de la zona ya había alertado a la Vicaría de la Solidaridad sobre las osamentas, buscaron perros al borde de la carretera y les dispararon para lanzarlos muertos al fondo de la mina: «Si vienen a buscar, van a encontrar puros huesos de perros». 
En 2007 la confesión de un agente arrepentido, Jorgelino Vergara, apodado «El Mocito» reveló por primera vez la existencia del «Cuartel Simón Bolívar», ubicado en la calle santiaguina de igual nombre. Se trata de un sitio de exterminio desde donde no se conoce ningún sobreviviente. La identificación de Berríos y otras víctimas halladas en Cuesta Barriga, que también fueron torturadas y asesinadas en Simón Bolívar, fue posible solamente porque en lugar de ser arrojados al mar como los demás desaparecidos de ese cuartel, sus cuerpos fueron primeramente lanzados al fondo de la mina. Según se reveló, a las víctimas que llegaban a Simón Bolívar se les sometía a torturas muy brutales hasta morir y, con el objetivo de dificultar su identificación, los agentes quemaban los rostros y huellas dactilares de los cuerpos.
Desde los fragmentos que se encontraron en la Mina Los Bronces el año 2012 se logró identificar a Lincoyán Yalú Berríos Cataldo y a otras siete víctimas en total.
Así, tras 36 años de búsqueda y 11 de peritajes identificatorios, la familia recibió fragmentos de los restos mortales y pudo darles sepultura en el Memorial de Detenidos Desaparecidos del Cementerio General de Santiago de Chile. 

## Justicia
En 2023, en un fallo calificado como «histórico», la Corte Suprema de Justicia condenó a 37 exagentes de la DINA por los crímenes de secuestro y homicidio calificado de la segunda directiva clandestina del Partido Comunista. Los ministros de la Suprema rechazaron los recursos de casación que habían interpuesto los inculpados, anularon el fallo de segunda instancia y revocaron las absoluciones, de modo que confirmaron el fallo de primera instancia que condena a  estos 37 exagentes por los delitos de secuestro calificado, secuestro simple y homicidio.
Los agentes Juan Hernán Morales Salgado y Pedro Octavio Espinoza Bravo fueron condenados a 20 años de presidio mayor en su grado máximo, en calidad de coautores del homicidio calificado de Juan Fernando Ortiz Letelier, Horacio Cepeda Marinkovic y Lincoyán Yalú Berríos Cataldo; a 15 años y un día de presidio mayor en su grado máximo por los delitos de secuestro calificado de Fernando Alfredo Navarro Allendes, Héctor Véliz Ramírez y Waldo Ulises Pizarro Molina; y a 4 años de presidio menor en su grado máximo como coautor de los delitos de secuestro simple de Juan Fernando Ortiz Letelier, Horacio Cepeda Marinkovic y Lincoyán Yalú Berríos Cataldo. Por otra parte, Juvenal Alfonso Piña Garrido, Jorge Iván Díaz Radulovich, Claudio Enrique Pacheco Fernández, Emilio Hernán Troncoso Vivallos Orlando, Jesús Torrejón Gatica, Víctor Manuel Álvarez Droguett y Carlos Eusebio López Inostroza, fueron condenados como coautores de los delitos de homicidio calificado de Juan Fernando Ortiz Letelier, Horacio Cepeda Marinkovic y Lincoyán Yalú Berríos Cataldo. Estos últimos deberán cumplir una pena de 15 años y 1 día de presidio mayor en su grado máximo.
Cuatro de los exagentes sentenciados en el secuestro y asesinato de Berríos se encuentran en 2024 prófugos de la justicia.

## Memoria y actos de homenaje

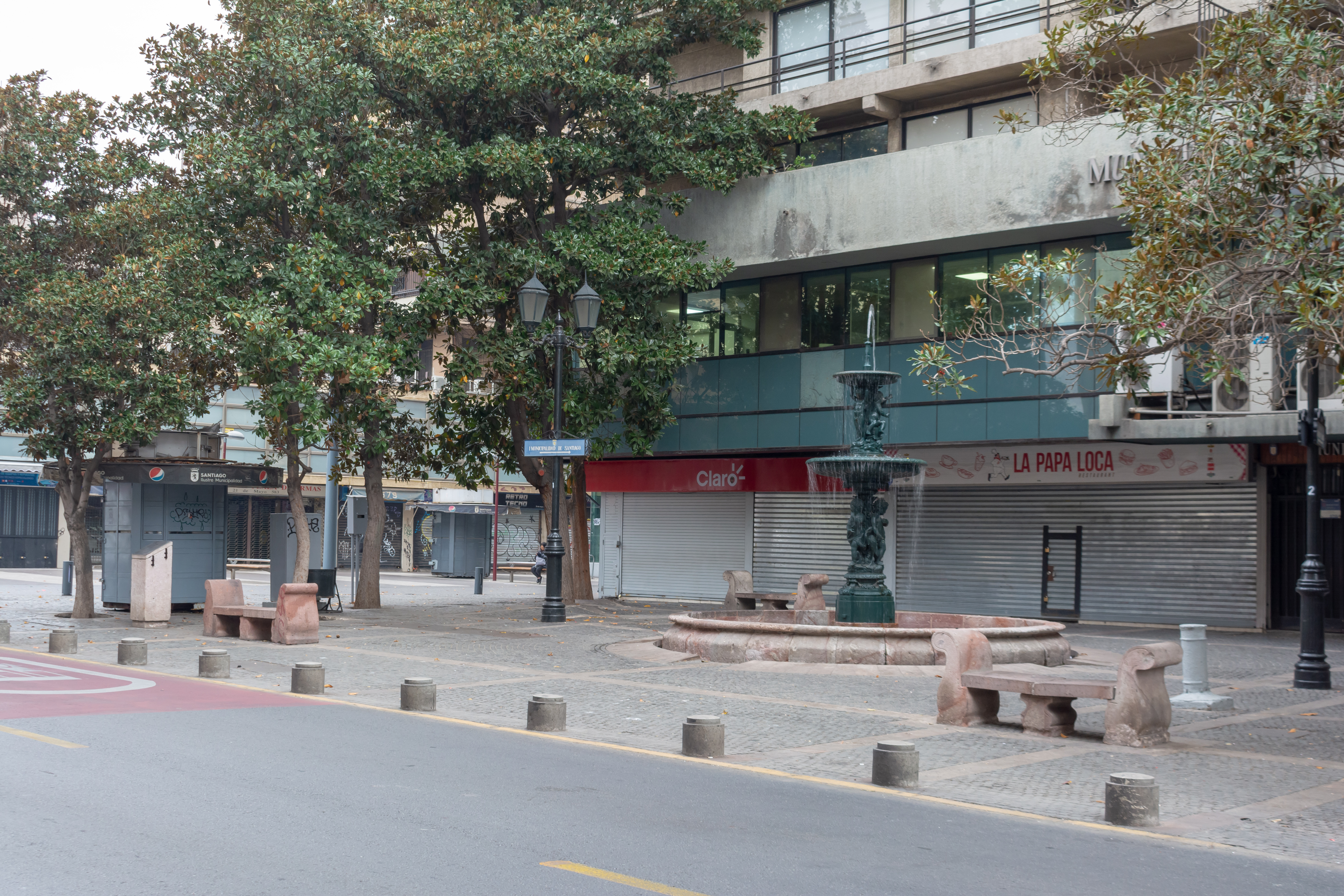
Plazoleta Lincoyán Berríos Cataldo, en el centro de Santiago

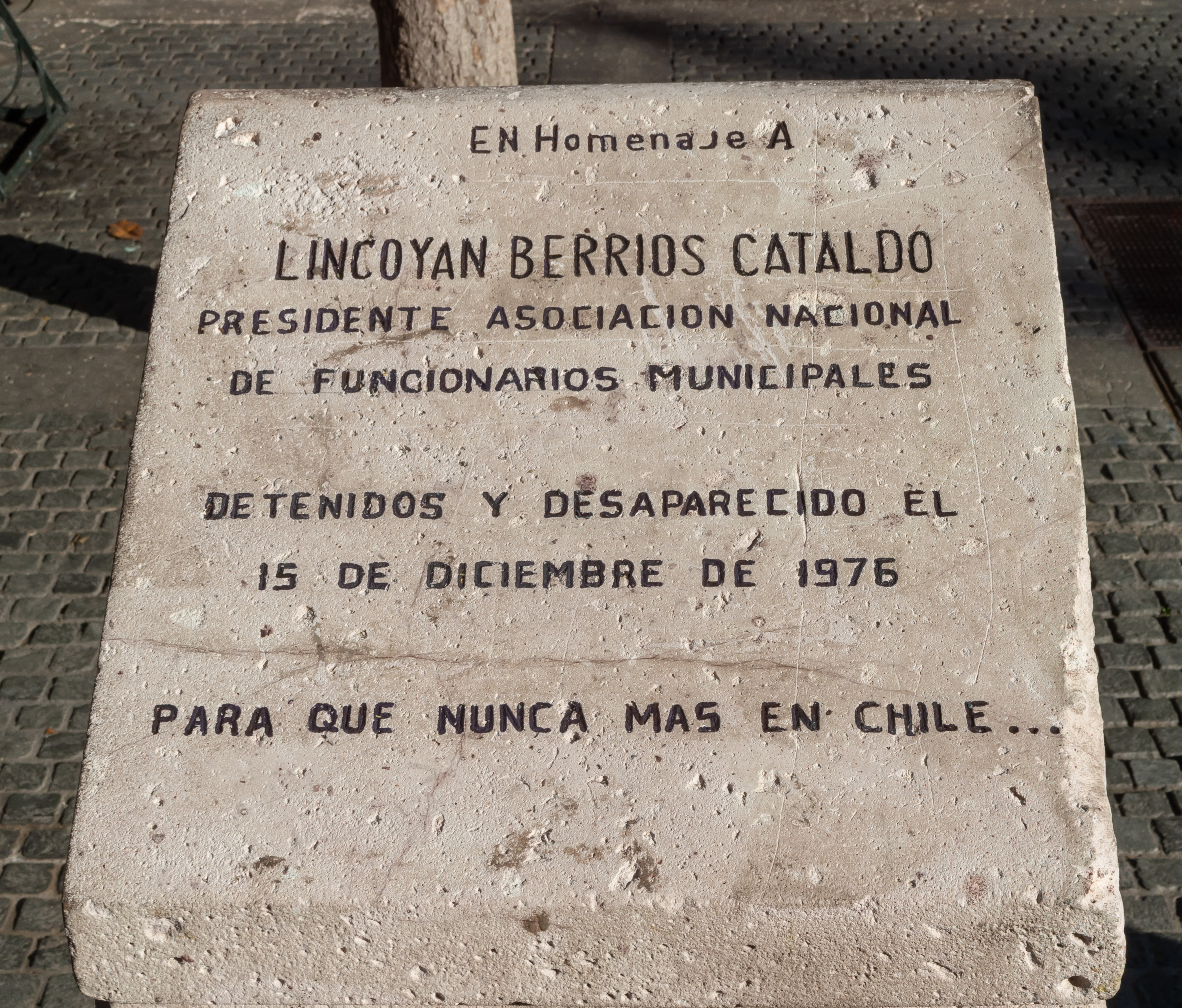
Placa conmemorativa

- En 1991 se le rindió un homenaje en el Teatro Municipal, con asistencia del alcalde de la época, Jaime Ravinet.[2]

- En 1994, en la sede de calle Phillips de la Asociación de Empleados Municipales de Santiago se inauguró una sala que lleva su nombre.[2]

- En 2013, la Asociación de Funcionarios Municipales realizó un acto de homenaje en el monolito instalado frente a la iglesia Santo Domingo.[3]

- En 2014, se realizó un acto en la misma plazoleta que contó con la presencia de la entonces alcaldesa de Santiago, Carolina Tohá [8]

- En 2023 y en el contexto de los 50 años del golpe militar, la Municipalidad de Santiago homenajeó a Berríos renombrando una plazoleta céntrica (en la intersección de las calles Santo Domingo y 21 de Mayo de la capital). En el acto de memoria, también se trasladó el monolito al patio interior del Palacio Consistorial, se lo dotó de una placa nueva, se pusieron carteles dando más detalles de su biografía y se bautizó también el patio con su nombre.[15][16]